# Tramlijn 6 (Antwerpen)
De Antwerpse premetro-tramlijn 6 verbindt sinds zaterdag 27 oktober 2007 de wijk Luchtbal via het Centraal Station met het Olympiadekruispunt op de grens Antwerpen en Wilrijk, waar later een Parkeer en Reis-voorziening aangelegd is.

## Traject
Noorderlaan - Groenendaallaan - Minister Delbekelaan - Burgemeester Gabriël Theunisbrug - Sport - Schijnpoort - Handel - Elisabeth - Astrid - Diamant - Plantin - Belgiëlei - Harmonie - Provinciehuis - Jan Van Rijswijcklaan - Antwerp Expo - Jan De Voslei (Olympiade) - Kruishofstraat.
Vanwege het grote aandeel ondergrondse trajecten presenteert het vervoerbedrijf De Lijn tram 6 als een vlotte tramlijn. Daarnaast wordt de tramlijn gekenmerkt als "evenementenlijn": zij doet onder meer bioscoop Metropolis, het Sportpaleis, het Centraal Station, de Antwerpse Zoo, de Koningin Elisabethzaal, deSingel en Antwerp Expo aan. Nochtans is het aantal reizigers tegengevallen, zodat de HermeLijn-trams op lijn 6 een tijdlang werden vervangen door PCC-trams met kleinere capaciteit.

## Geschiedenis

### Eerste tramlijn 6
De eerste tramlijn 6 stond ook bekend als de havenlijn en reed vanaf Stuivenberg via de Lange Beeldekensstraat, de Diepestraat en de Brouwersvliet naar de kaaien waar hij langs de Scheldekaaien tot aan de Bolivarplaats (toen nog Zuidstation) reed. In 1938 werd deze lijn een trolleybuslijn (met stelplaats in de Somméstraat) en werd uiteindelijk op 30 maart 1964 verbust. Het vroegere traject is nu een onderdeel van de buslijn 30/34. Het nummer 6 werd toen vrijgemaakt voor een nieuwe tramlijn.

### Tweede tramlijn 6 (sinds 2007)
Op zaterdag 27 oktober 2007 werd een tweede lijn 6 geopend als noord-zuidverbinding doorheen het premetronet. Nieuwe infrastructuur hoefde er voor de lijn niet gebouwd te worden, aangezien ze vrijwel volledig parallel loopt met andere tramlijnen. Bij de weinige nieuw bediende lijndelen gaat het om tramtrajecten die niet nieuw zijn, maar eerder niet in de reizigersdienst opgenomen waren. Het spoor over de Groenendaallaan werd voorheen enkel gebruikt voor in- en uitrukkende trams van en naar de stelplaats "Punt aan de Lijn" en ook in de tunnel tussen Astrid en Diamant, onderdeel van de spoordriehoek in het centrum, reden tot dan toe enkel stelplaatstrams. Aan het eindpunt Olympiade lag reeds een keerlus, die intussen heraangelegd is.

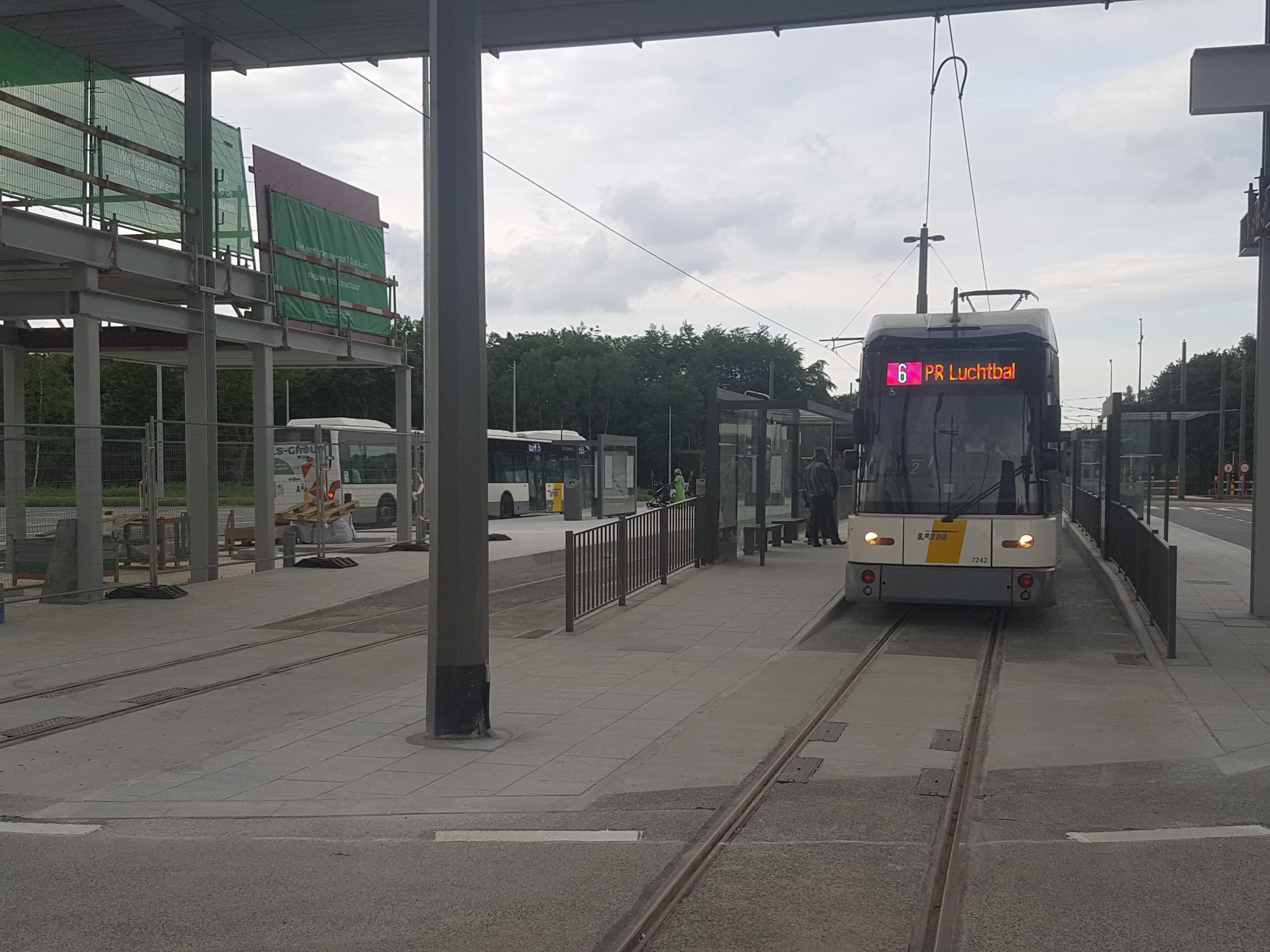
P+R Luchtbal op de dag van ingebruikname, met tram 6 (stadinwaarts) en bus 720 (staduitwaarts)

Ook de infrastructuur aan de keerlus Metropolis is op enkele plaatsen opgeknapt, maar op zaterdag 5 november 2016 werd ze opgebroken en vervangen door een tijdelijke keerlus aan de halte Luchtbal Kerk en zo rond het tramdepot "Punt aan de Lijn" (PaL). Op zaterdag 3 juni 2017 is de tram over de Noorderlaan verlengd tot P+R Havana (Luchtbalkazerne).
In de nacht van 31 december 2013 op 1 januari 2014 reed er een speciale feesttram die als proefproject ter ere van nieuwjaar heel de nacht lang van Hoboken tot de premetro het traject van tramlijn 2 volgde en van de premetro tot Metropolis het traject van tramlijn 6 volgde en dit om het half uur vanaf 0 uur (einde dagdienst) tot 5 uur 's morgens (begin dagdienst). Er werd beslist dit in de nacht van 31 december 2015 op 1 januari 2016 als Feesttram 26 te herhalen. In de nacht van 31 december 2016 op 1 januari 2017 werd dit herhaald maar als keerlus het tramdepot PaL omdat de keerlus van Kinepolis, voorheen Metropolis, was opgebroken. Deze nieuwjaarsnachttram werd in de nacht van 31 december 2017 op 1 januari 2018 herhaald maar nu tot de eindhalte P+R Luchtbal van tramlijn 6. Wegens maatregelen inzake de coronapandemie reed de nieuwjaarsnachttram niet in de nacht van 31 december 2020 op 1 januari 2021 en reed die ook in de nacht van 31 december 2021 op 1 januari 2022 niet. Er was een aanbod tot halfeen 's nachts.
In 2015 vervoerde deze tramlijn 6.643.460 passagiers
Tijdens de verhogingswerken aan de Burgemeester Gabriël Theunisbrug bleef over deze brug tussen Merksem en het Sportpaleis uitgezonderd enkele weekeinden tramverkeer mogelijk. De bouw van de nieuwe brug startte in april 2019 en werd in het voorjaar van 2021 afgerond..

## Toekomst

### Plan 2021
Er is een plan 2021 om deze lijn vanaf eind 2021 als T6 vanaf het Sportpaleis in te korten door ze bovengronds het huidige traject van tramlijn 12  te laten volgen tot aan het Astridplein (Zie ook Nethervorming basisbereikbaarheid). Er werd besloten om dit plan uit te stellen omdat er eerst voldoende nieuwe trams moeten zijn voor dit plan wordt uitgevoerd.

## Materieel
Op deze lijn rijden hoofdzakelijk Hermelijnen aangevuld met 5-delige Albatrossen.

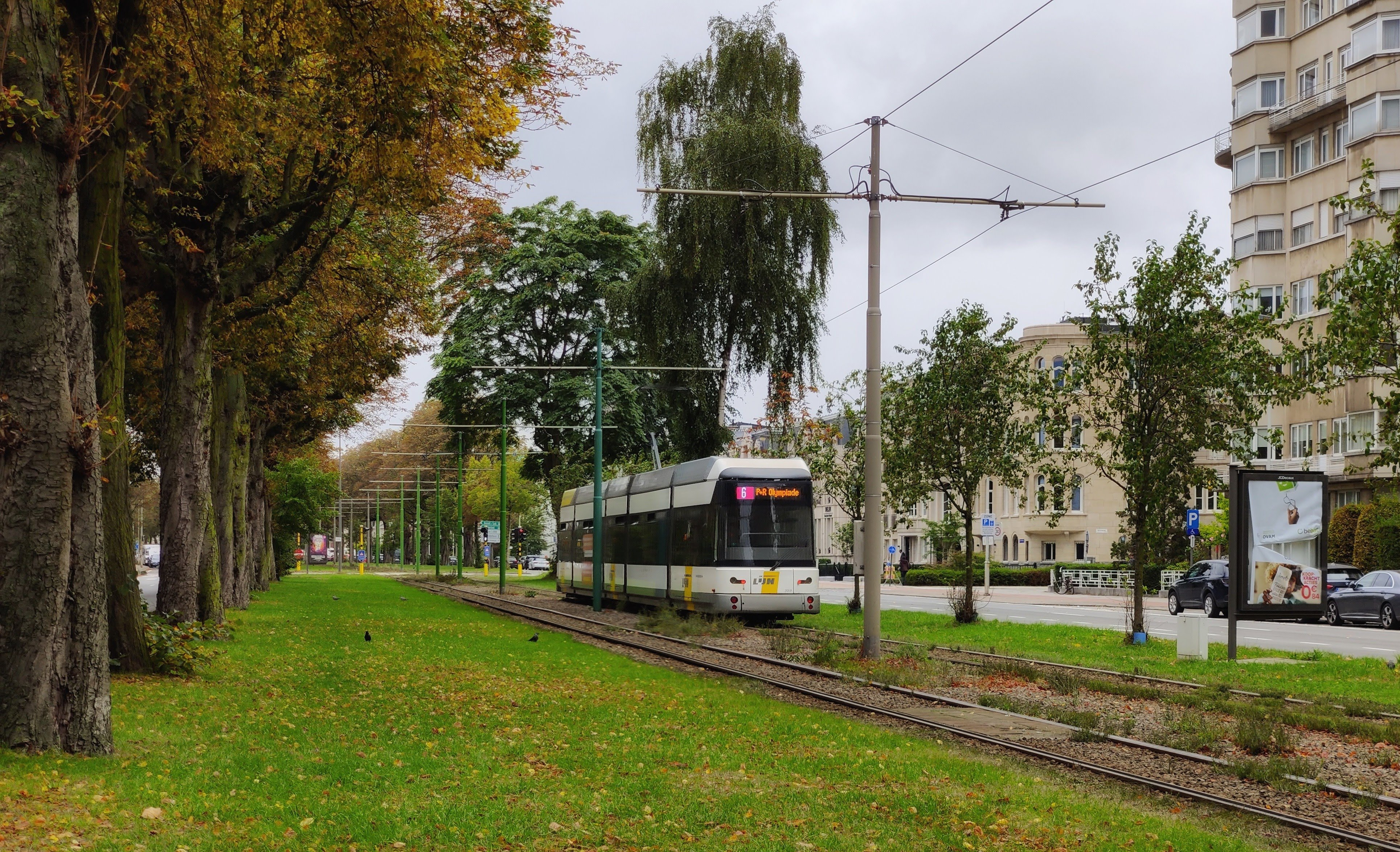
Tram 6 die wegrijdt van halte Antwerp Expo richting P+R Olympiade

## Kleur
De kenkleur van de lijnfilm was bij invoering van deze lijn roze met als tekstkleur wit, maar deze combinatie bleek onleesbaar te zijn. Daarom heeft men het roze sterk verdonkerd. De kenkleur op het koersbord van deze lijn is nu een wit cijfer met het getal 6 op een donkerroze achtergrond: . De komende lijn T6 krijgt een witte tekst op een oranje achtergrond: T6